# 磷酸三(2-氯乙基)酯
磷酸三(2-氯乙基)酯（英語：Tris(2-chloroethyl) phosphate，缩写TCEP）是一种磷酸酯，可看作是一分子磷酸与三分子2-氯乙醇形成的酯，常用作阻燃劑、塑化劑和黏度调节剂，添加入聚氨酯、聚酯樹脂和聚丙烯酸酯等多种聚合物中。

## 安全性
由于怀疑其具有生殖毒性，欧盟的《关于化学品注册、评估、许可和限制法案》（REACH）将其列入“高度关注的物质”，中国的《优先控制化学品名录》也将其列入。